# Bataille de Mölln
Batailles
Bataille de Bornhöved
La bataille de Mölln intervient en janvier 1225, à une date précise inconnue, près de la cité de Mölln, dans l'actuel Land de Schleswig-Holstein. Elle voit la défaite d'Albert II de Weimar-Orlamünde, régent du royaume de Danemark pour son oncle captif le roi Valdemar II, qui est vaincu par une coalition de princes allemands.

## Contexte
Après le déposition d'Henri le Lion en 1180 par l'empereur Frédéric Barberousse, l'influence danoise grandit dans la « Nordalbingie ». En 1201 le roi danois Valdemar II de Danemark met la main sur les domaines du comte Adolphe III de Holstein et donne en 1202 à son neveu, de la maison d'Ascanie Albert II de Weimar-Orlamünde, les comtés Holstein, Stormarn, Wagrie et Ratzebourg. Le roi des Romains Othon IV tente en vain de reprendre le Holstein, mais il échoue. Abert conquiert même en 1216 Stade et Hambourg.

## Le roi en captivité
Le 6 mai 1223, le roi Valdemar II et son fils et héritier Valdemar le Jeune sont capturés par trahison sur l'île Lyø dans la mer Baltique par leur vassal le comte Henri de Schwerin qui les emprisonne. Le neveu du roi Albert est nommé régent par les nobles danois.

## Négociation et accord
Albert II de Weimar-Orlamünde commence des négociations pour obtenir la libération du roi, et le 4 juillet 1224 un accord est trouvé à Dannenberg, il prévoit qu'Henri de Schwerin doit recevoir une rançon de 45 000 marks d'argent danois et 12 000 marks d'Empire et la rétrocession des domaines de Boizenburg et Schwerin. Le comte Albert conserve le reste des possessions, qu'il avait reçues en fief royal danois mais il doit désormais les tenir comme fiefs du Saint-Empire

## Soulèvement des mécontents
Plusieurs autres princes d'Allemagne du Nord, sont mécontents de l'issue des négociations. Notamment, Adolphe de Schaumbourg, le fils et héritier de l'ancien comte Adolphe III de Holstein, Gérard II de Lippe l'archevêque de Brême-Hambourg (1219-1258). 
Les troupes de l'archevêque dépossédé Gérard II et de l'héritier spolié Adolphe, appuyées par l'armée d'Henri Ier de Schwerin qui renie l'accord passé et d'Henri II Borwin de Mecklembourg entrent en campagne. Après avoir repris Itzehoe, ils occupent, la grande partie du Holstein qui avait été contrôlé par Valdemar II et Albert et tentent d'imposer leur pouvoir sur Hambourg, où ils confirment les droits des citoyens.

## Le combat
Le 11 janvier 1225, Albert II de Weimar-Orlamünde rencontre de nombreux autres grands à Segeberg et conclut une alliance avec son cousin le Welf Othon de Lunebourg contre Henri de Schwerin, l'allié d'Adolphe IV de Holstein. Probablement dans la seconde moitié de janvier 1225, les deux armées se rencontrèrent à Mölln, au sud-ouest de Ratzebourg. Le combat est mené par les deux parties  avec acharnement et dure jusqu'à la tombée de la nuit. De nombreux morts restent sur le champ de bataille, Henri de Schwerin remporte la victoire, Albert est fait prisonnier alors qu'Othon de Lunebourg réussit à s'échapper. Le 17 novembre 1225, un accord de paix est conclu par laquelle Albert accepte la restitution du Holstein à Adolphe IV de Holstein. Bien que l'Empereur Frédéric II du Saint-Empire ait réprouvé publiquement la félonie dont a été victime Valdemar II, il n'a rien entrepris pour libérer le roi danois. Il faut attendre que le prince Jacob de Møn puisse réunir l'énorme rançon de 45 000 marks d'argent, nécessaire à la délivrance du souverain et de son fils.

## Les conséquences
Libéré, Valdemar se fait délier par le pape Honorius III le 26 juin 1226 du  serment par lequel il avait juré d'observer ce traité. Le roi danois tente de prendre sa revanche et envahit l'Allemagne du Nord mais son armée est écrasée le 22 juillet 1227 à la bataille de Bornhöved par les forces coalisées de Lübeck et des féodaux de la région sous le commandement du comte Adolphe IV de Holstein. En 1229, Valdemar est trahi par les paysans libres du Dithmarse et perd alors définitivement le Holstein, le Mecklembourg et la Poméranie. Il doit en juin 1229 se désister définitivement des prétentions qu'il avait sur la patrimoine du comte et lui céder perpétuellement les comtés de Holstein et de Stormarn. Ces défaites ruinent à jamais les projets d'expansion danoise en Allemagne du Nord. Le royaume ne conserve que l'île de Rügen, perdue en 1325, une partie du Mecklembourg et « l'Estland » (Estonie), vendue en 1346 à l'ordre Teutonique.